# Байрон (Вісконсин)
Байрон (англ. Biron) — селище (англ. village) в США, в окрузі Вуд штату Вісконсин. Населення — 839 осіб (2010).

## Географія
Байрон розташований за координатами 44°25′42″ пн. ш. 89°45′57″ зх. д. / 44.42833° пн. ш. 89.76583° зх. д. (44.428356, -89.765765).  За даними Бюро перепису населення США в 2010 році селище мало площу 16,57 км², з яких 12,08 км² — суходіл та 4,49 км² — водойми.

## Демографія
Згідно з переписом 2010 року, у селищі мешкало 839 осіб у 366 домогосподарствах у складі 236 родин. Густота населення становила 51 особа/км².  Було 402 помешкання (24/км²).
Расовий склад населення:
| - 98,7 % — білих - 0,8 % — чорних або афроамериканців |

До двох чи більше рас належало 0,5 %. Частка іспаномовних становила 0,8 % від усіх жителів.
За віковим діапазоном населення розподілялося таким чином: 19,4 % — особи молодші 18 років, 55,1 % — особи у віці 18—64 років, 25,5 % — особи у віці 65 років та старші. Медіана віку мешканця становила 47,0 року. На 100 осіб жіночої статі у селищі припадало 102,2 чоловіків;  на 100 жінок у віці від 18 років та старших — 99,4 чоловіків також старших 18 років.
Середній дохід на одне домашнє господарство  становив 61 604 долари США (медіана — 53 000), а середній дохід на одну сім'ю — 71 691 долар (медіана — 62 946). Медіана доходів становила 45 536 доларів для чоловіків та 30 078 доларів для жінок. За межею бідності перебувало 9,4 % осіб, у тому числі 12,8 % дітей у віці до 18 років та 4,5 % осіб у віці 65 років та старших.
Цивільне працевлаштоване населення становило 385 осіб. Основні галузі зайнятості: виробництво — 26,2 %, роздрібна торгівля — 21,3 %, освіта, охорона здоров'я та соціальна допомога — 14,5 %.